# 진주봉원중학교
진주봉원중학교(晋州鳳原中學校)는 대한민국 경상남도 진주시 상봉동에 있는 공립 중학교이다.

## 학교 연혁
- 1984년 1월 30일 : 진주봉원중학교 설립인가 (18학급 남.여)
- 1984년 3월 7일 : 개교 및 입학식 거행(384명 입학)
- 1987년 2월 18일 : 제1회 졸업식(378명 졸업)
- 2022년 3월 1일 : 8학급 편성 인가(특수 1학급)
- 2022년 9월 1일 : 제18대 김회정 교장 부임
- 2023년 2월 9일 : 제37회 졸업식 72명(졸업생 총누계 13,024명)
- 2023년 3월 2일 : 신입생 입학(2학급 30명)

## 참고 자료
- 진주봉원중학교 - 한국교육학술정보원 학교알리미